# Гунибская крепость
Гуни́бская кре́пость — крепость в Дагестане, Россия. Памятник истории и архитектуры регионального значения. 
Объект находится под государственной охраной в соответствии с Постановлением Совета Министров Дагестанской АССР от 15 августа 1975 года № 289 «О памятниках культуры, находящихся на территории Дагестанской АССР, подлежащих государственной охране».
Собственником объекта культурного наследия является Российская Федерация: учтено в казне Российской Федерации распоряжением Территориального управления Росимущества в Республике Дагестан от 05 мая 2008 г. №72-Р.

## Описание
Гунибская крепость состоит из следующих объектов:
- Крепостные стены
- Солдатские казармы

Гунибская крепость расположена на Гунибском плато, обрывающемся отвесными стенами к реке Кара-Койсу. В комплекс крепостных сооружений входит собственно крепостная стена с нижними и верхними воротами, казарма. Крепостная стена имеет протяженность около 3 километров, а высота ее достигала 5–7 метров. Толщина стены — около 1 метра.
Через каждые 1,5 метра в стене проделаны узкие щели-бойницы. Угловые изломы стены были закреплены башнями, которые теперь сильно разрушены. Крепостная стена закрывает Гунибское плато с западной стороны: здесь линии рельефа положе и место наиболее уязвимо в стратегическом отношении. 
Строили крепость русские солдаты под руководством инженеров Бетулинского и Билинского. Гунибское плато было последним оплотом Шамиля, который очень удачно выбрал естественно укрепленное отвесными обрывами место. Высшая точка Гунибского плато достигает 2351 метра.
Известно, что в 1895 году на территории крепости располагались казармы Самурского полка и Терско-Дагестанской крепостной артиллерии, 29 дворов служащих, торговцев и отставных солдат, православная церковь и почтовая станция.

## Современное состояние
На состояние данного объекта культурного наследия влияют природный и антропогенный фактор: стена крепости в нескольких местах разрушена. 
В 1970-х годах было разрушено здание порохового склада. 
6 октября 2021 года, во время ливня и схода сели, обрушилась часть стены Гунибской крепости у «Ворот Шамиля».
Реконструкция крепостной стены запланировала на 2022 год.

## Интересные факты
На территории крепостного сооружения находится родительский дом русской и советской писательницы Ольги Форш, отец которой был командиром Карадахского укрепления.